# Zapovednik Denezjkin Kamen
Zapovednik Denezjkin Kamen (Russisch: Государственный природный заповедник «Денежкин Камень»; Gosoedarstvenny prirodny zapovednik Denezjkin Kamen) is een strikt natuurreservaat in het noorden van de oblast Sverdlovsk van Rusland, op ongeveer 40 kilometer ten noordwesten van de plaats Severo-oeralsk. Geografisch gezien ligt het in het zuidelijke deel van de Noordelijke Oeral binnen de ecoregio van de Oeral. De zapovednik is vernoemd naar de gelijknamige bergpiek Denezjkin Kamen binnen het gebied. De huidige oppervlakte van het reservaat bedraagt 801,35 km². Ook werd er een bufferzone van 183,51 km² ingesteld.

## Geschiedenis
Zapovednik Denezjkin Kamen werd oorspronkelijk opgericht in 1946 en had ten tijde van de oprichting een oppervlakte van 1.350 km². Zapovednik Denezjkin Kamen omvatte destijds de oostelijke en westelijke hellingen van het Noordelijke Oeral in zowel de oblast Sverdlovsk als de oblast Perm, wat destijds nog de oblast Molotov heette. De zapovednik in 1961 echter ontbonden. Pas in 1991 heeft de Raad van Ministers van de Russische SFSR een decreet (№ 431/1991) die Zapovednik Denezjkin Kamen zou herstellen. De oppervlakte was toen echter sterk verminderd en de westelijke helling van de Oeral werd toen niet meer opgenomen binnen het gebied.

## Flora en fauna
Het gebied bestaat uit een heuvelachtig gebied met hoogtes tot ongeveer 150 meter, waarvan de Denezjkin Kamen piek met 1492 meter de hoogste is. Het gebied bestaat voor 88% uit bossen, waarin bergtaiga (38%) met sparren, zilversparren en dennen het meest wijdverspreide bostype is. Gemengde bossen (35%) bedekken ook grote delen van het reservaat. De overige delen worden voornamelijk gevormd door dennen- (11%) en berkenbossen (3%). De subalpiene zone wordt bedekt door rotsen, struikgewas en bergweiden. Hogerop bevindt zich een zone met bergtoendra. De belangrijkste bosvormende soorten in Denezjkin Kamen zijn de Siberische den (Pinus sibirica), grove den (Pinus sylvestris), Siberische spar (Picea obovata), Siberische zilverspar (Abies sibirica), Siberische lariks (Larix sibirica), esp (Populus tremula) en wilde lijsterbes (Sorbus aucuparia).
In Zapovednik Denezjkin Kamen komen zoogdieren voor die kenmerkend zijn voor de boreale zone zoals de bruine beer (Ursus arctos), Euraziatische lynx (Lynx lynx), eland (Alces alces), Siberische wezel (Mustela sibirica), sabelmarter (Martes zibellina), bever (Castor fiber), gewone vliegende eekhoorn (Pteromys volans) en Siberische grondeekhoorn (Tamias sibiricus). Ook zijn er 140 vogelsoorten vastgesteld, waaronder enkele Siberische soorten als bladkoning (Phylloscopus inornatus), goudlijster (Zoothera aurea) en boskoekoek (Cuculus saturatus). In de bossen leven vele vogels die kenmerkend zijn voor de Euraziatische boreale zone, zoals haakbek (Pinicola enucleator), koperwiek (Turdus iliacus), hazelhoen (Tetrastes bonasia) en auerhoen (Tetrao urogallus). In de bergtoendra kunnen bovendien soorten als paapje (Saxicola rubetra), tapuit (Oenanthe oenanthe), korhoen (Lyrurus tetrix) en Alpensneeuwhoen (Lagopus muta) worden aangetroffen. Langs bergrivieren zijn waterspreeuw (Cinclus cinclus) en grote zaagbek (Mergus merganser) gebruikelijk.